# Fan Noli
 (janvier 2023).
Theofan (Fan) Stilian Noli (pron. « Fann Nolyi », Qyteza, 6 janvier 1882 - Fort Lauderdale, 13 mars 1965) est un évêque orthodoxe et homme politique albanais  qui fut Premier ministre et régent de la principauté d'Albanie en 1924.

## Vie de Fan Noli

### Les premières années
Fan Noli est né le 6 janvier 1882 à Qyteza (pron. « Tchutéza », le E en gras se prononce gras quoi), « le fort ») nom turc Ibrik Tepe (« colline de la Bouilloire » ou « de la cruche » d’après les bon traducteurs), dans un village peuplé d'Albanais, se trouvant au sud d'Andrinople (Edirne) en Thrace, alors dans l'Empire ottoman. Son père, Stylian Noli, célèbre chantre de l'Église orthodoxe, lui transmet son amour pour la musique orthodoxe ainsi que pour les traditions byzantines[Interprétation personnelle ?].
C'est après des études secondaires effectuées à Edirne que le jeune Fan Noli, après un court séjour à Constantinople, s'installe en 1900 à Athènes. Gagnant d'abord sa vie comme traducteur, copiste et souffleur, il rejoint une troupe de comédiens, avec laquelle il parcourt le bassin méditerranéen.
En mars 1903 il quitte sa troupe à Alexandrie et devient chantre répétiteur dans les églises grecques orthodoxes locales. Installé à Shibîn el Khôm de mars 1903 à mars 1905, il se joint ensuite à une petite colonie albanaise établie à El Faiyoûm, avec laquelle il reste jusqu'en avril 1906. C'est dans cette communauté qu'il rencontre Nilos, un moine qui éveille sa vocation de prêtre et affine son instruction sur la musique et la liturgie byzantines.
C'est aussi à cette époque que Noli écrit de nombreux articles en grec, et traduit dans la langue hellénique le texte de Sami Frashëri Shqipëria - Ç’ka qënë, ç’është e ç’do të bëhetë? (« L'Albanie — qu'a-t-elle été, qu'est-elle et qu'en adviendra-t-il ? »), travaux qui furent publiés par la presse albanaise de Sofia, capitale de la Bulgarie.
En contact avec plusieurs membres du mouvement national albanais Rilindja (pron. « Rilyinndia », « la renaissance »), Noli côtoie A.Z. Çajupi, Spiro Dine (1846 (?)-1922), Jani Vruho (1863-1931) et Athanas Tashko (1863-1915). Ces derniers l'encouragent à partir pour les États-Unis où il pourrait mettre à profit ses talents au service des communautés albanaises émigrées.

### Émigré aux États-Unis
En avril 1906, avec un ticket de seconde classe payé par Spiro Dine, Fan Noli part via Naples pour le Nouveau Monde, arrivant le 10 mai à New York. C’est après avoir travaillé trois mois à Buffalo dans une scierie que Noli se pose à Boston. La-bas, il rencontre l'éditeur Sotir Peci (1873-1932), directeur du Kombi (« la nation »), un journal publié pour les Albanais de Boston. Ainsi Noli parvient à obtenir un poste de Rédacteur en chef adjoint et se met à publier des articles et éditoriaux sous le pseudonyme d'Ali Baba Qyteza. Il travaillera dans ce journal jusqu'en mai 1907.
Les premiers mois sont difficiles, financièrement comme personnellement. Fan Noli  doit en effet faire face à une certaine hostilité et songe sérieusement à partir pour Bucarest. Cependant, il finit par trouver sa place dans la communauté albanaise et, le 6 janvier 1907, participe même à la création de l'association Besa-Besën (« la foi jurée ») à Boston.

### La création de l'église orthodoxe albanaise
À l'époque, les orthodoxes albanais dépendent du patriarcat de l'Église orthodoxe grecque, laquelle souhaite recueillir l'héritage ottoman et s'oppose à tout mouvement national albanais. Alors lorsqu’en 1907 à Hudson, Massachusetts, un prêtre orthodoxe grec refuse d’administrer les rites funéraires à un membre de la communauté albanaise, « excommunié » en raison de ses activités dans le mouvement national, Fan Noli, convoque un groupe de nationalistes de Nouvelle-Angleterre et décide de fonder une église orthodoxe albanaise autocéphale dont il serait le premier prêtre.
Le 9 février 1908 à Brooklyn, à l'âge de 26 ans, Fan Noli est fait diacre. Et le 8 mars, Platon, évêque orthodoxe russe de New York, l'ordonne prêtre. Deux semaines plus tard, le 22 mars 1908, Noli célèbre pour la première fois la liturgie en albanais dans le Knights of Honor Hall de Boston, transformée en Église Orthodoxe Albanaise de Saint Georges (seuls les Croates pouvaient alors, dire la messe dans leur langue propre).
Deux ans plus tard, il devint le premier évêque de cette nouvelle église.
Le 1er août 1911, Noli part pour trois mois en Europe, inaugurer la célébration des messes en albanais dans les communautés de Kichinev, Odessa, Bucarest et Sofia.

### Activités politiques
De février 1909 à juillet 1911, Fan Noli devient Rédacteur en chef du Dielli (« le soleil »), l'organe de la communauté albanaise de Boston. Et le 28 avril 1912, il fonde avec Faïk bey Konitza le Vatra (« le foyer »), une association pan-albanaise pour les émigrés d’Amérique. Celle-ci devient rapidement l'organisation albanaise la plus puissante d'Amérique. Ainsi Fan Noli est reconnu comme un des écrivains et journalistes les plus actifs du mouvement national, et devient de fait le chef de la communauté orthodoxe albanaise aux États-Unis.
En novembre 1912, un État albanais indépendant est proclamé. Fan Noli, alors âgé de trente ans et diplômé d’un BA de l'université Harvard, se dépêche de retourner en Europe, soutenir l’indépendance.

### La consolidation de l'État d'Albanie
En mars 1913, Noli assiste au Congrès albanais de Trieste organisé par son ami et rival politique Faïk bey Konitza. En juillet, il visite pour la première fois de sa vie le nouvel État albanais. La conférence de Londres vient enfin de reconnaître l’indépendance, tout en laissant la Serbie et le Monténégro annexer l'autre moitié des territoires et population albanaise. En 1914 il accueille au port de Durrës (pron : « Dourrss » en roulant les « r ») le premier souverain d'Albanie, le prince allemand Guillaume de Wied.
La Première Guerre mondiale éclate quelques mois après, et Noli retourne aux États-Unis reprendre la rédaction de son journal à Boston. Il est alors élu en 1917, à la tête du Vatra, ce qui le désigne de fait dirigeant de la diaspora albanaise. En septembre 1918 il fonde l’Adriatic Review, un périodique en anglais à l'usage des Albanais. C'est cette même année qu'il est présenté au président américain Woodrow Wilson, dont les idées sur le Droit des peuples à disposer d'eux-mêmes lui font une forte impression.
Ses efforts diplomatiques aux États-Unis et à Genève lui valurent le soutien du président Wilson aux négociations de Paris, et en 1920 il obtint que l'Albanie soit admise à la Société des Nations nouvellement créée. Cette action vaut certainement à l’Albanie son salut étant donné les prétentions impérialistes de la Serbie, de l'Italie et de la Grèce sur le nouvel État.

### De député à Premier ministre
En 1921 Fan Noli est élu au Parlement de Tirana comme député du « Parti Populaire », le plus grand parti d'inspiration social-démocrate. Obtenant une forte majorité, le chef du parti, Xhafer Ypi (pron. « Djafèr Upi »), forme un gouvernement en janvier 1922, où Noli est ministre des Affaires étrangères et Ahmed Zogu (Zogu, qui veut dire « l'oiseau », et se prononce « Zogou », était une abréviation du nom initial de Zogolli), ministre de l’Intérieur. Mais Noli démissionne quelques mois après, désapprouvant les méthodes conservatrices et répressives de Zogu. Il crée un parti en opposition le parti démocrate » avec Avni Rustemi, l’assassin d’Essad Pacha. Le 21 novembre 1923, il est nommé évêque de Korça devenant ainsi le chef de l’Église orthodoxe albanaise.
Le 23 février 1924, un attentat manque de peu le nouveau Premier ministre, Ahmed Zogu. Aussi les représailles ne tardent pas, et deux mois plus tard Avni Rustemi est assassiné. L’opposition est profondément choquée, et lors de son enterrement Noli s’exprime avec une telle force qu’une insurrection éclate. Shefqet Verlaci (pron. « Cheftchet  Verlyatsi ») beau-père de Zogu lui succède au poste de Premier ministre mais la rébellion les oblige à s'enfuir en Yougoslavie voisine : c'est ce qu'on a appelé la révolution de Juin (Revolucioni i Qershorit).
C’est ainsi que le 16 juin 1924, Fan Noli devient régent et Premier ministre d’Albanie. Sa première décision est de dissoudre l’Assemblée nationale et de s’octroyer les pleins pouvoirs pour réformer l’Albanie. Il instaure alors une sorte de dictature temporaire lui permettant de se lancer dans le programme des Vingt Réformes qui a pour but d’abolir la féodalité, de moderniser et de démocratiser le pays. Il améliore ainsi la santé publique et le système routier. Il est soutenu par des militants révolutionnaires, tel Ali Kelmendi, futur organisateur du Parti communiste albanais. Toutefois, ses méthodes jugées trop radicales, trop modernes et trop occidentales, s’opposent aux traditions. De plus, les réformes agraires lui valent la haine de l’aristocratie. Et Noli devint, au fil des mois, de plus en plus impopulaire.
Le 23 décembre 1924, un coup d’État le renverse et remet au pouvoir Ahmed Zogu. Il aura, lors de ses six mois au pouvoir, mis en place avec de nombreuses réformes, une sorte d’idéologie communiste modérée et avancée.

### L'opposition en exil
Son exil commence en Italie d’où il parvient à rejoindre les États-Unis. Mais il quitte ces derniers pour voyager en Europe du Nord et en Union soviétique, en 1927 au sein d'une délégation des Amis de l'URSS. Rentré aux États-Unis, il fonde en 1930 Republika (« la république »), journal de gauche quoique nationaliste, en opposition à Zogu qui s'est autoproclamé roi en 1928 sous le nom de Zog Ier. Son secrétaire, Mehmet Shehu, deviendra le futur Premier ministre d'Enver Hoxha sous le régime communiste.
Mais le visa de Noli ne dure que six mois : il se voit obligé de retourner en Allemagne. Finalement en 1932, grâce à ses nombreux livres publiés, Noli arrive à se payer un nouveau voyage aux États-Unis où, cette fois ci, il obtient la résidence permanente.

### L'évêque de l'Église orthodoxe albanaise
En décembre 1933, Noli tombe gravement malade et ne peut se payer un traitement. Le roi Zog souhaitant une réconciliation avec l’opposition, lui envoie l’argent nécessaire à son hospitalisation (pendant son exil, le roi Zog se réconciliera avec lui, par l'entremise de la reine Géraldine, en visite aux États-Unis). Après cet épisode, Noli se retire de la politique pour se consacrer à l'Église orthodoxe albanaise, se donnant la tâche ambitieuse de perfectionner la liturgie. Le 12 avril 1937, le patriarche de Constantinople reconnaît officiellement son Église.
Sa deuxième grande passion étant la musique, il obtient en 1938 un diplôme de l'université de Boston, lui permettant de donner des cours sur la musique byzantine.
Et en 1945, à l’âge de 63 ans, il soutient une thèse de doctorat sur Skanderbeg, le grand héros albanais du XVe siècle.

### L'après-guerre
Après la Seconde Guerre mondiale, il maintient des contacts avec Enver Hoxha, poussant le gouvernement américain à reconnaître le nouveau régime de Tirana. Surnommé dès lors « l’Évêque Rouge », il prend néanmoins ses distances au cours des années.
Vers la fin de sa vie, Fan Noli achète une maison en Floride où il meurt le 13 mars 1965 à Fort Lauderdale.
Il aura, au cours de sa vie, publié des milliers d'articles et poèmes divers en grec et en albanais.

### Œuvres
- (el) Le Réveil (pièce de théâtre), non publiée.
- (sq) Izraelitë e Filistinë [« Israélites et Philistins »] (pièce de théâtre), Boston, 1907.
- (sq) Librë e shërbesave të shënta të kishës orthodoxe [« Livre des saintes liturgies de l'Église orthodoxe »], Boston, 1909.
- (sq) Librë e të kremteve të mëdha të kishës orthodoxe [« Livre des grandes cérémonies de l'Église orthodoxe »], Boston, 1911, 315 p.
- (sq) Historia e Skënderbeut (Gjergj Kastriotit), mbretit të Shqipërisë [« L'Histoire de Skanderbeg (Gjergj Katriot), le roi d'Albanie »], 1921, 285 p.
- Georg Castrioti Scanderbeg (1405-1468) (thèse de doctorat), New York, 1947.
- (en) Beethoven and the French Revolution, New York, 1947.
- (sq) Albumi [« L'Album »] (recueil de poèmes), 1948.
- (sq) Vepra [« Œuvres »] (compilé et mis en forme par Ali Rexha), Prishtina, 1988.

### Traductions par Fan Noli
- William Shakespeare (trad. Fan Noli), Hamleti princ i Danemarkës [« Hamlet, Prince of Denmark »], Bruxelles, 1926.
- Three liturgies of the Eastern Orthodox Church, Boston, 1955.